# باد زگبرگ
شهر باد زگبرگ در ایالت اشلسویگ-هل‌اشتاین در کشور آلمان واقع شده است.

## شهرهای خواهرخوانده
- تتروو، آلمان[۱]
- کریات موتزکین، اسرائیل
- ریهیماکی، فنلاند
- وورو، استونی
- زووچینگتس، لهستان